# Apaeleticus
Apaeleticus is een geslacht van gewone sluipwespen (Ichneumonidae). De wetenschappelijke naam werd gepubliceerd door Constantin Wesmael in 1845.

## Soorten
- Apaeleticus americanus
- Apaeleticus bellicosus
- Apaeleticus brunnescens
- Apaeleticus hungaricus
- Apaeleticus inimicus
- Apaeleticus kriechbaumeri
- Apaeleticus mesostictus
- Apaeleticus nigriventris
- Apaeleticus sardous
- Apaeleticus tonkinensis
- Apaeleticus vibicariae
- Apaeleticus haematodus